# ゴスフォース
ゴスフォース（Gosforth）は、イングランドの東北部にある都市、ニューカッスル・アポン・タインに属する地名。1895年から1974年にかけてニューカッスルと合併するまでアーバン・ディストリクトを構成した。ゴスフォースにはEast Gosforth とWest Gosforth2つの意味がある。

## 歴史
この地域の名前の起源はGese Fordを意味するOuse川を横断する“the ford over the Ouse”に由来する説と古い英語でford where the geese dwellを意味するGosafordがあり、1166年に最初の記録がある。ゴスフォースは最初の記載が1166年で同時期に出来たと考えられる。そして南ゴスフォースは1319年までさかのぼる。 

## 近くの場所
- ジェスモンド
- ロングベントン
- ケントン
- ゴスフォース公園

## 近くの地下鉄の駅
- サウス・ゴスフォーク地下鉄駅
- リージェント・センター インターチェンジ
- イルフォード地下鉄駅

## 写真

### ゴスフォースハイストリート

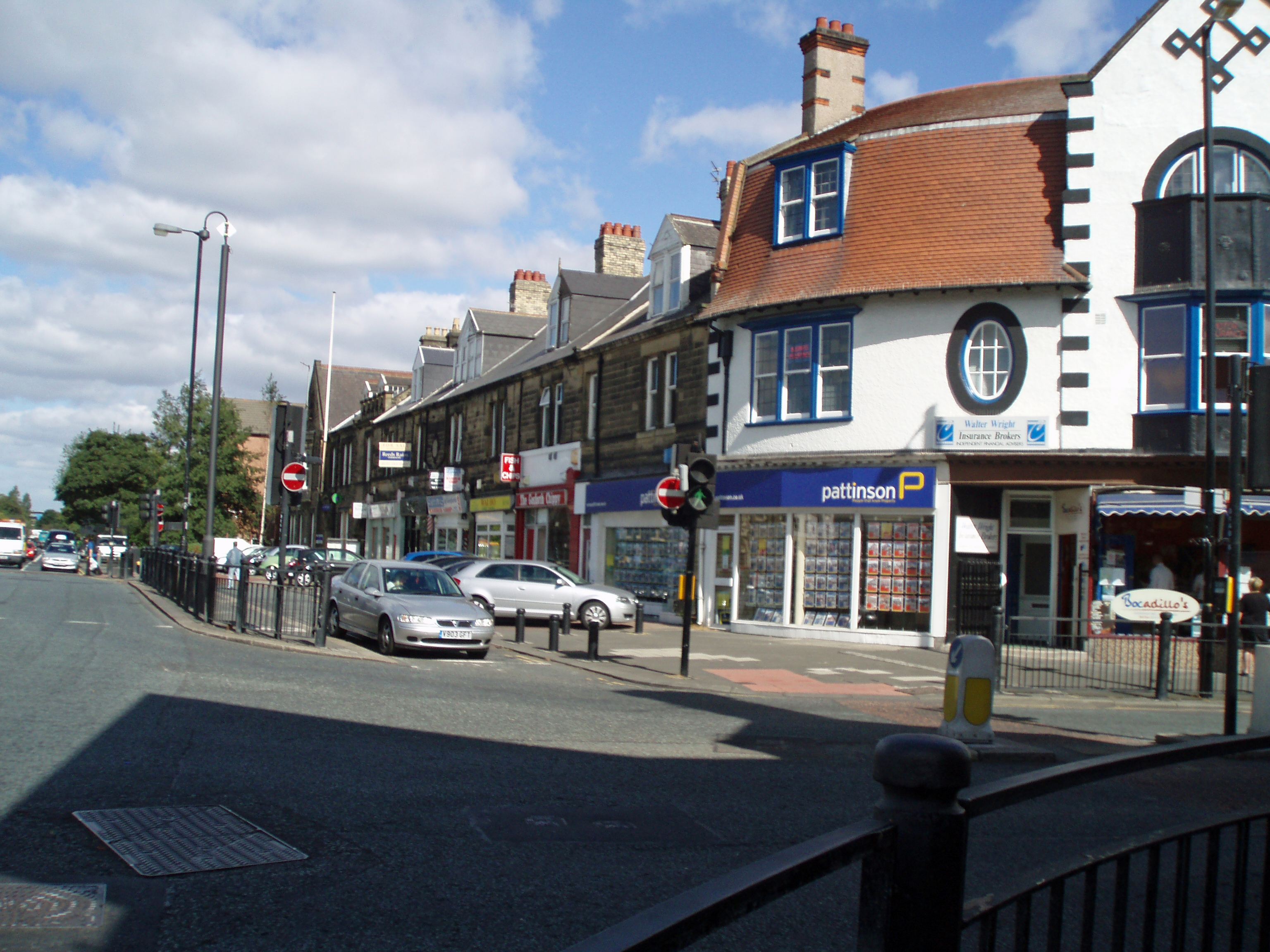
古い消防署(灰色の建物)と店
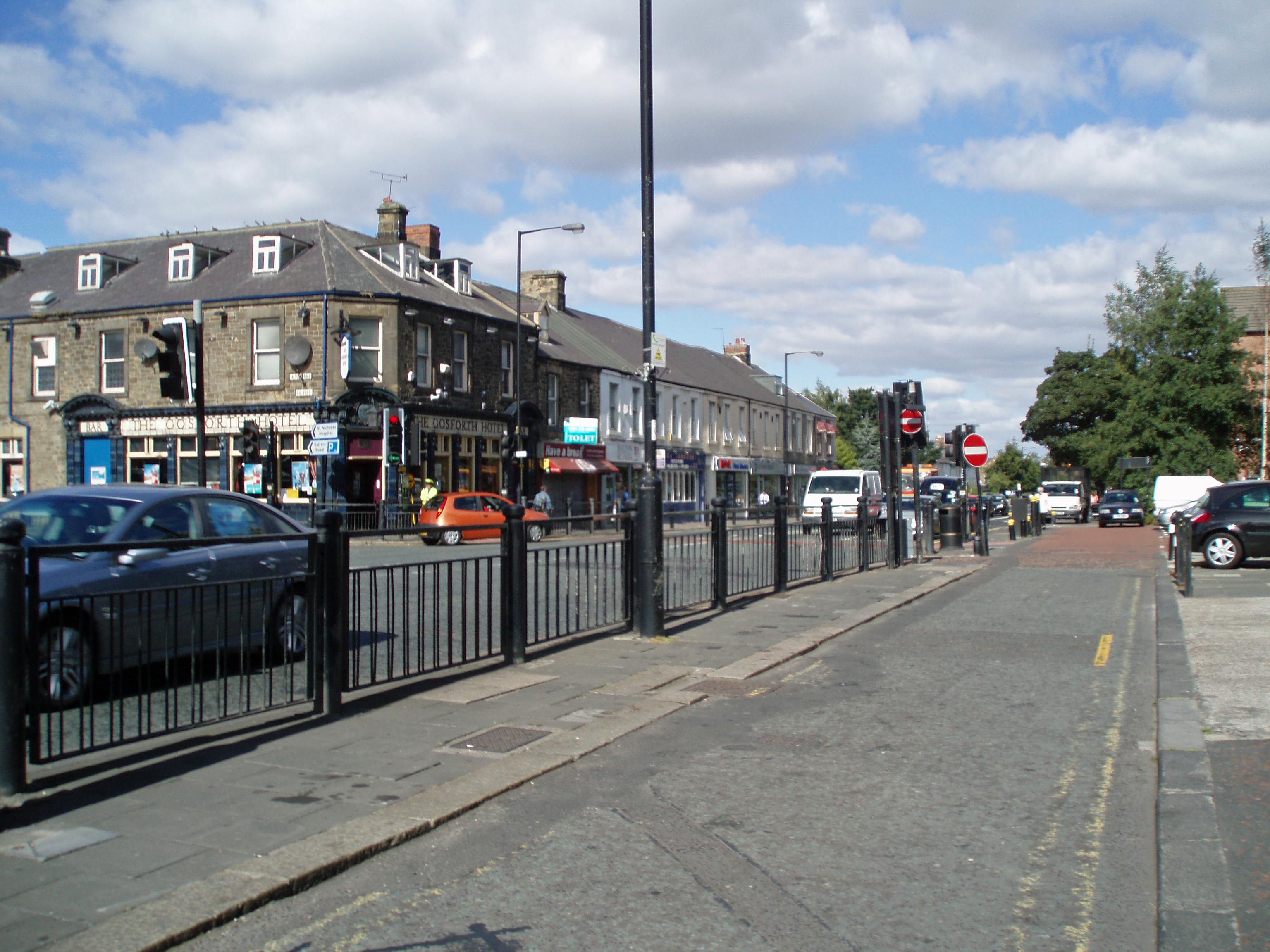
ゴスフォースホテルと店
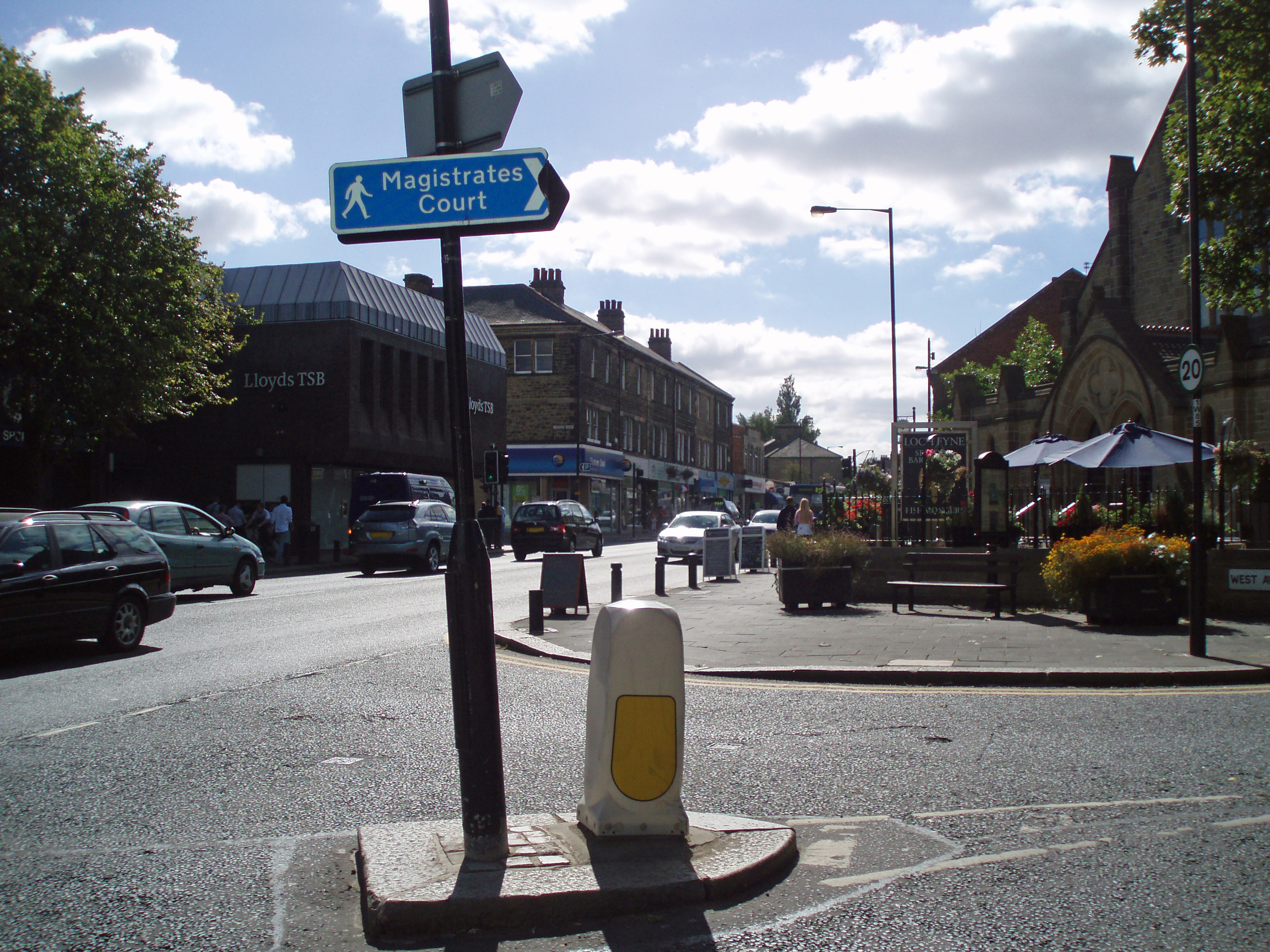
2つの教会に挟まれたハイストリート
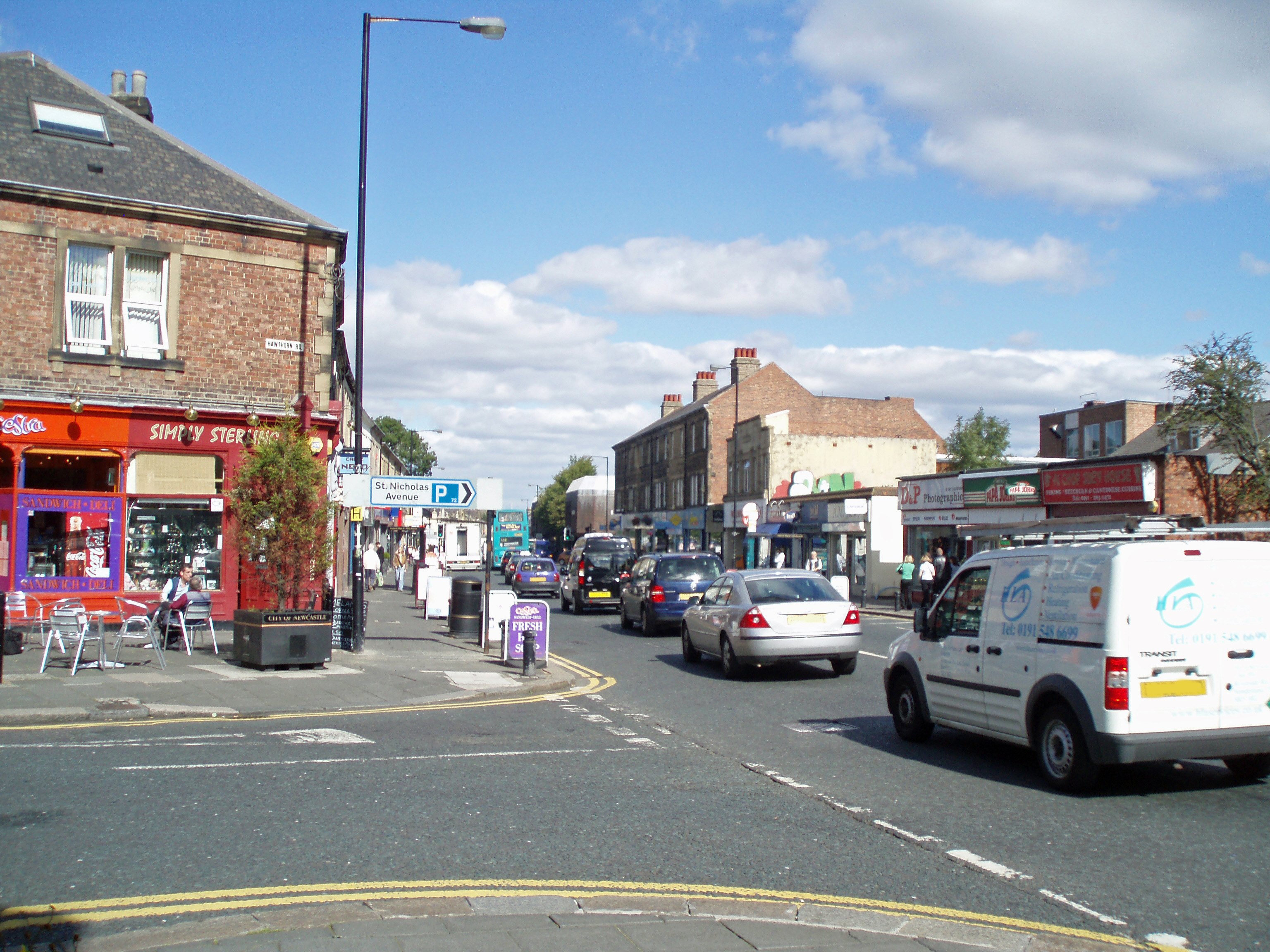
ゴスフォースに着いたハイストリート
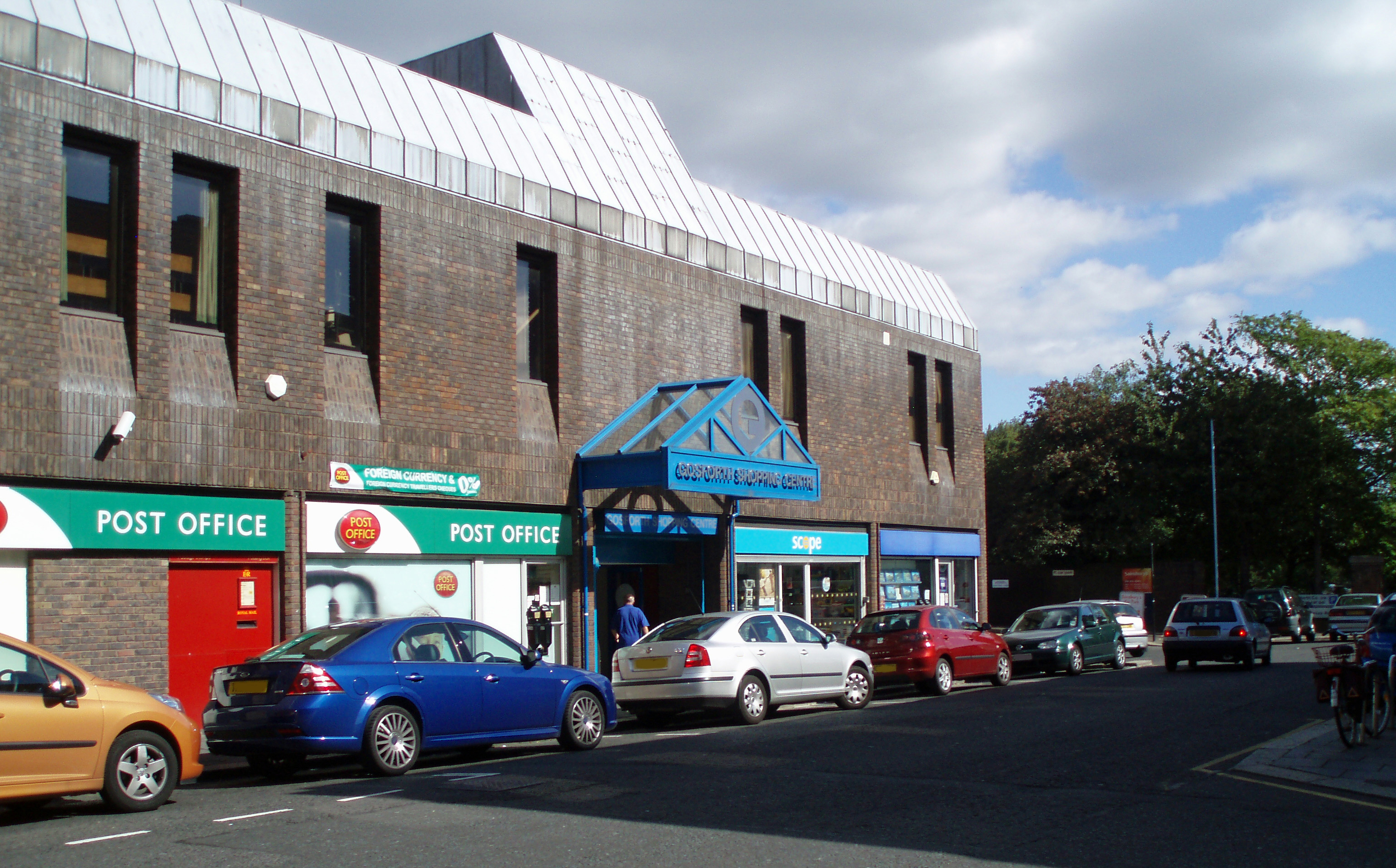
ゴスフォースショッピングセンター
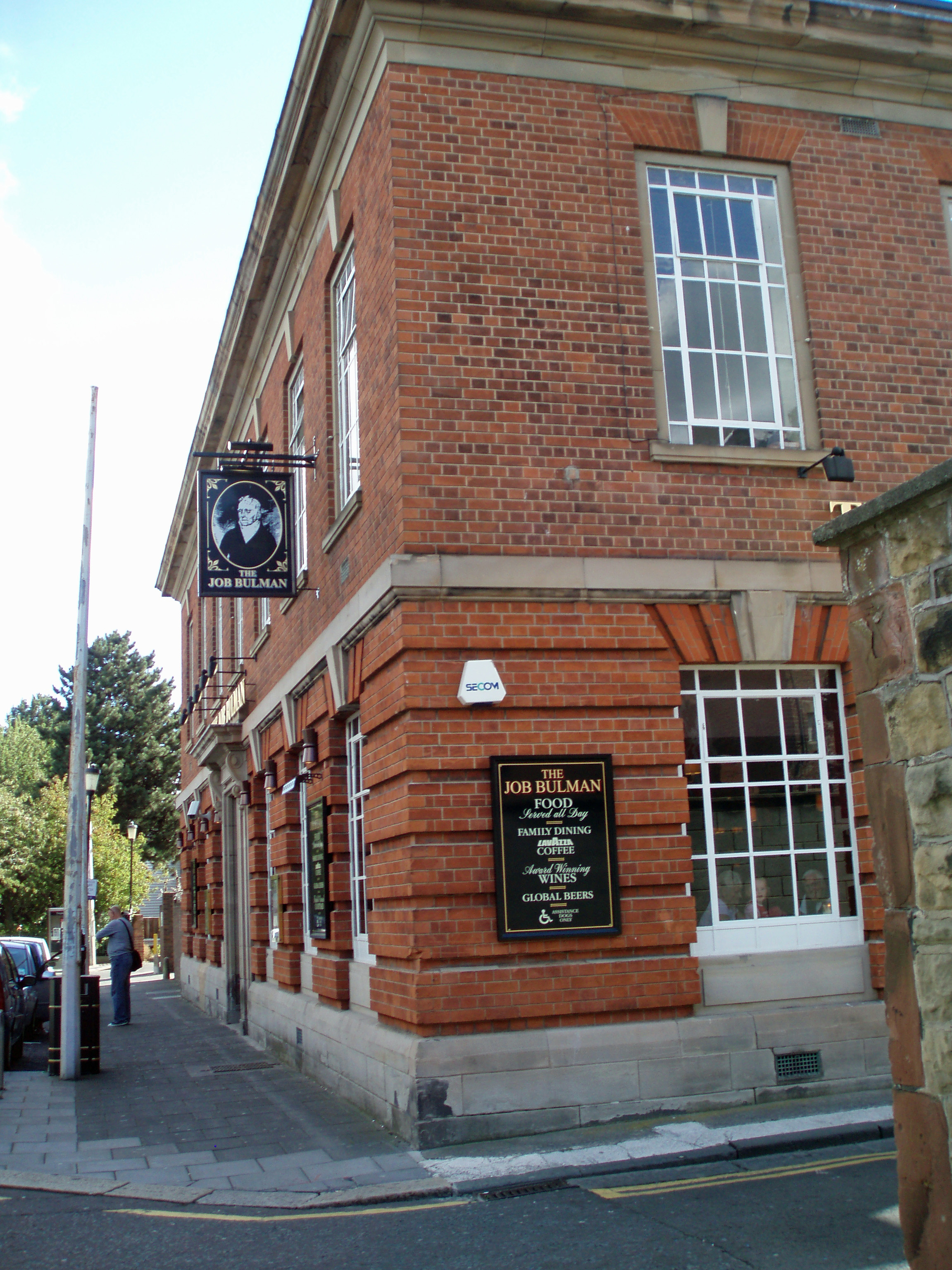
The Job Bulman Pub (古い郵便局の建物)